# 由灵县
由灵县（越南语：／）是越南广治省下辖的一个县。面积473平方千米，2019年总人口75276人。

## 地理
由灵县北接永灵县；南接广治市社、甘露县、肇丰县和达克容县；西接向化县；东接南海。

## 历史
2019年12月17日，永长社和灵上社合并为灵长社，由和社并入由山社，由平社和由丰社合并为丰平社，由城社部分区域划归由海社管辖，由城社并入由枚社。
2024年11月14日，越南国会常务委员会通过决议，自2025年1月1日起，灵海社并入由山社，由洲社部分区域并入由光社，由洲社剩余区域并入由灵市镇，由越社并入越门市镇。

## 行政区划
由灵县下辖2市镇12社，县莅由灵市镇。
- 由灵市镇（Thị trấn Gio Linh）
- 越门市镇（Thị trấn Cửa Việt）
- 由安社（Xã Gio An）
- 由海社（Xã Gio Hải）
- 由枚社（Xã Gio Mai）
- 由美社（Xã Gio Mỹ）
- 由光社（Xã Gio Quang）
- 由山社（Xã Gio Sơn）
- 海泰社（Xã Hải Thái）
- 灵长社（Xã Linh Trường）
- 丰平社（Xã Phong Bình）
- 中江社（Xã Trung Giang）
- 中海社（Xã Trung Hải）
- 中山社（Xã Trung Sơn）